# Famille Kapoor
Pour les articles homonymes, voir Kapoor.
La famille Kapoor est une famille indienne de premier plan dont les membres ont une longue histoire dans le cinéma hindi (Bollywood), notamment comme acteurs, réalisateurs et producteurs.

## Principaux membres de la famille Kapoor et apparentés

### Première génération
- Prithviraj Kapoor, acteur, homme politique, producteur, scénariste, récipiendaire de la Padma Bhushan, patriarche de la famille Kapoor.
- Trilok Kapoor, acteur, frère de Prithviraj.

### Deuxième génération
- Raj Kapoor, acteur, producteur, réalisateur, scénariste, fils aîné de Prithviraj Kapoor, époux de Krishna Malhotra ;
- Shammi Kapoor, acteur, producteur, réalisateur, fils cadet de Prithviraj Kapoor, époux de Geeta Bali (premier mariage) et Neila Devi (second mariage) ;
- Geeta Bali, actrice, première épouse de Shammi Kapoor ;
- Shashi Kapoor, acteur, producteur, réalisateur, fils benjamin de Prithviraj Kapoor, époux de Jennifer Kendal ;
- Jennifer Kendal, actrice.

### Troisième génération
- Randhir Kapoor, acteur, producteur, réalisateur, fils aîné de Raj Kapoor, époux de Babita Kapoor ;
- Babita, actrice, épouse de Randhir Kapoor ;
- Ritu Kapoor, femme d'affaires, fille aînée de Raj Kapoor, épouse de Rajan Nanda ;
- Rima Kapoor, fille cadette de Raj Kapoor ;
- Rishi Kapoor, acteur, producteur, réalisateur, fils cadet de Raj Kapoor, époux de Neetu Singh ;
- Neetu Singh, actrice, épouse de Rishi Kapoor ;
- Rajiv Kapoor, acteur, producteur, réalisateur, fils cadet de Raj Kapoor ;
- Yogita Bali, actrice, nièce de Geeta Bali ;
- Aditya Raj Kapoor, acteur, homme d'affaires, réalisateur, fils de Shammi Kapoor, époux de Priti ;
- Kunal Kapoor, acteur, fils aîné de Shashi Kapoor et Jennifer Kendal ;
- Karan Kapoor, acteur, photographe, fils cadet de Shashi Kapoor et Jennifer Kendal ;
- Sanjana Kapoor, actrice, fille benjamine de Shashi Kapoor et Jennifer Kendal, épouse de Valmik Thapar ;
- Valmik Thapar, écrivain, naturaliste, époux de Sanjana Kapoor.

### Quatrième génération
- Nikhil Nanda, homme d'affaires, fils de Ritu Kapoor et Rajan Nanda, époux de Shweta Bachchan ;
- Karisma Kapoor, actrice, fille aînée de Randhir Kapoor et Babita, épouse de Sanjay Kapur ;
- Kareena Kapoor, actrice, écrivaine, styliste, fille cadette de Randhir Kapoor et Babita, épouse de Saif Ali Khan ;
- Saif Ali Khan, acteur, époux de Kareena Kapoor ;
- Ranbir Kapoor, acteur, producteur, fils de Rishi Kapoor et Neetu Singh ;
- Riddhima Kapoor Sahani, fille de Rishi Kapoor et Neetu Singh ;
- Armaan Kapoor, fils aîné de Rima Kapoor et Manoj Jain ;
- Shivani Kapoor, cousin de Karisma Kapoor et Kareena Kapoor.

## Quelques portraits

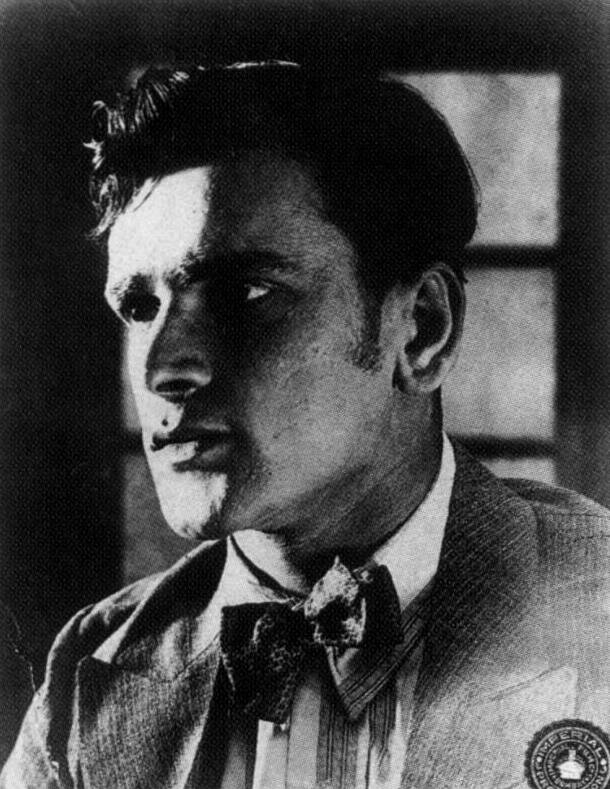
Prithviraj Kapoor
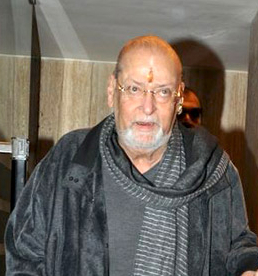
Shammi Kapoor
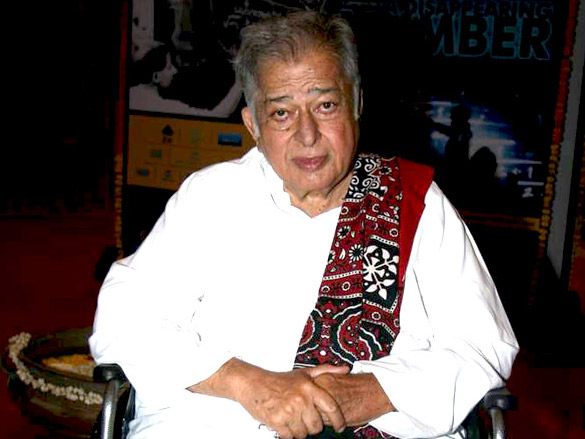
Shashi Kapoor
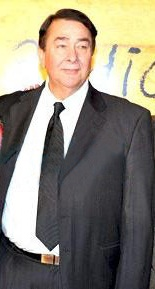
Randhir Kapoor
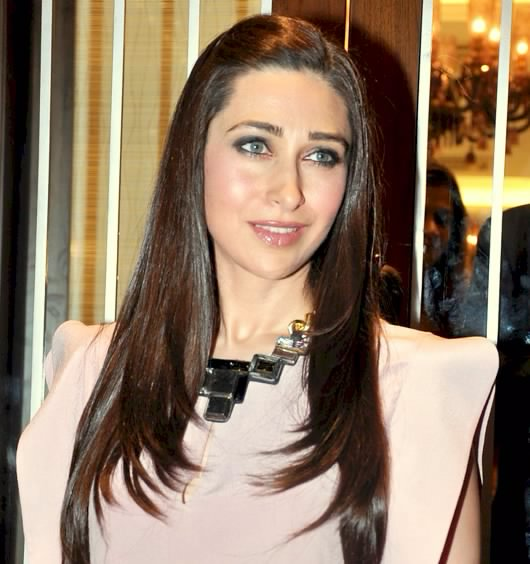
Karisma Kapoor
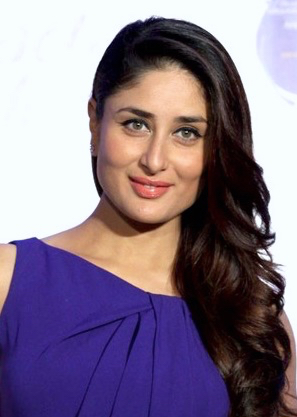
Kareena Kapoor
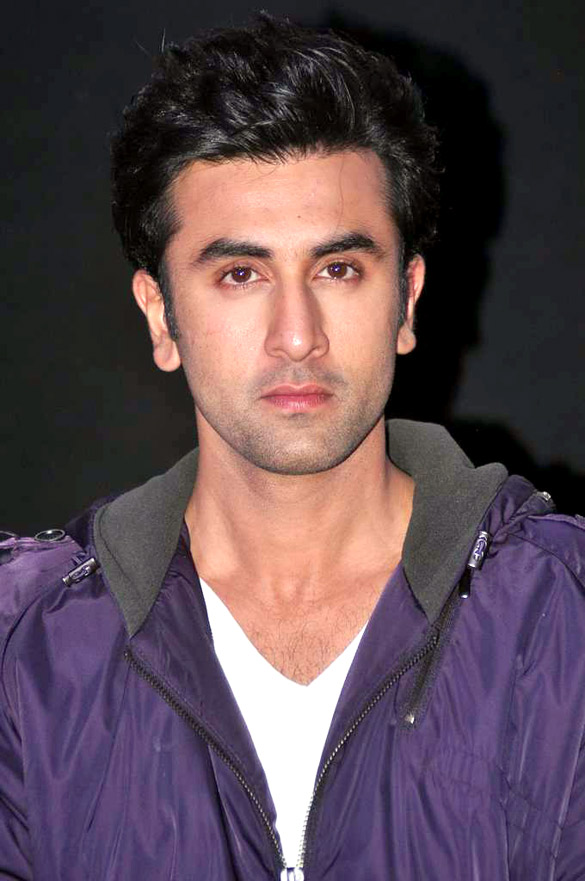
Ranbir Kapoor

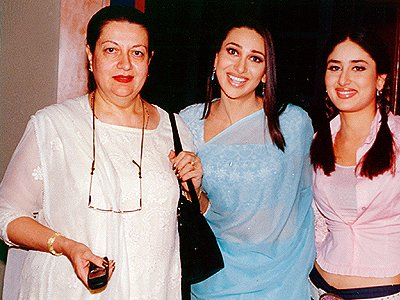
Babita, Karisma Kapoor et Kareena Kapoor
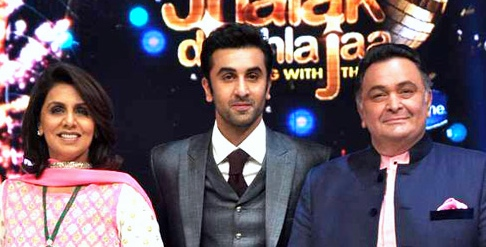
Neetu Singh, Ranbir Kapoor et Rishi Kapoor
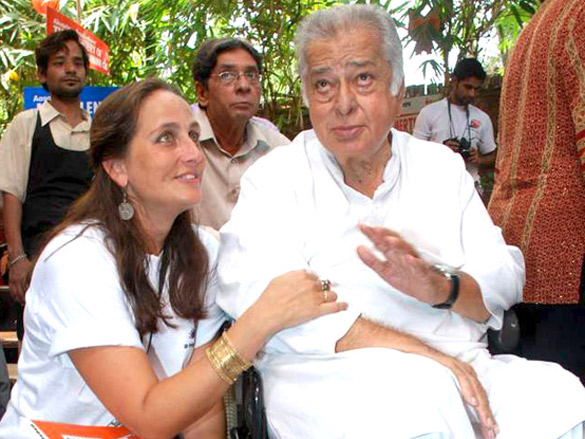
Shashi Kapoor et Sanjana Kapoor